# Calle del Consejo de Ciento
La calle del Consejo de Ciento (en catalán: carrer del Consell de Cent) es una calle del Ensanche de Barcelona. Recibe su nombre por el Consejo de Ciento, institución de gobierno municipal de Barcelona entre los siglos XIII y XVIII. Aparece como la calle letra LL en el Plan Cerdá. Su denominación actual ya aparece en la propuesta de rotulación de las calles del Ensanche que hizo el escritor, periodista y político barcelonés Víctor Balaguer por encargo del ayuntamiento. El nombre propuesto por Balaguer fue aprobado el 1 de enero de 1900. Limita al norte con la calle de Aragón y al sur con la calle de la Diputación. Une la rambla de Cataluña, el paseo de Gracia y el paseo de San Juan con la avenida Diagonal y la plaza de Pablo Neruda.
En los años 2022 y 2023, en el marco del proyecto de reorganización del Ensanche en supermanzanas, el Ayuntamiento transformó un tramo largo de la calle, entre la calle de Vilamarí y el paseo de San Juan, en eje verde. De esta forma, el peatón pasó a tener preferencia por encima de los vehículos y la vegetación se convirtió en la principal protagonista, ya que pasó a ocupar un 12% de la calle, frente al 1% con el que contaba. En varios cruces se han construido plazas equipadas con mobiliario urbano, con los que se pretendió recuperar la vida en el espacio público.